# Monte Oserot
Il monte Oserot è una montagna delle Alpi Cozie, situata in territorio italiano tra le valli Stura e Maira.

## Caratteristiche
Si trova sul limite meridionale delle Alpi Cozie, sullo spartiacque che separa la valle Stura di Demonte dalla valle Maira. La vetta sorge in provincia di Cuneo, a cavallo dei territori comunali di Argentera a sud e di Acceglio a nord, in una zona morfologicamente piuttosto complessa.
Lo spartiacque alpino principale passa alcuni chilometri più a nord-est, con andamento prima NO-SE fino al monte Vanclava, dove piega decisamente ed assume un andamento verso ESE fino al colle della Maddalena. Dal monte Vanclava distacca una dorsale secondaria, che scende in direzione SE passando per il monte Scaletta ed il Bric, poi piega ad est per il passo la Croce, ripiega a SE e, giunto alla quota 2814, piega ad est, salendo alla vetta del monte Oserot. Da qui piega di nuovo a NE fino al colle Oserot, quindi di nuovo a SE verso il passo di Rocca Brancia. In questa zona, la cresta è ben definita sul versante SO (valle Stura), mentre è meno definita sul versante NE (valle Maira), dove domina il tormentato altopiano della Gardetta. Dalla vetta dirama una dorsale secondaria che si dirige verso SE, dapprima scendendo ad un colletto, poi risalendo verso una vetta secondaria detta monte Oserot falso (2761 m); da qui la cresta prosegue digradando, dapprima in direzione SE poi, dal passo di Terra Rossa, piegando leggermente a S, andando a morire nella valle Stura sotto la frazione Servagno. Un'ulteriore dorsale dirama ad arco dalla quota 2814, prima in direzione est poi piegando verso sud. Un'altra dorsale ancora, poco pronunciata, dirama dalla vetta in direzione NO.
Il versante nord-est della cresta secondaria scende con andamento abbastanza regolare verso la sottostante fonda Oserot, ove si trova il lago Oserot; sul versante opposto, la montagna è più tormentata, e scende con balze scoscese e movimentate verso la sottostante testa dell'Iretta (2189 m) e la frazione di Bersezio. La cresta tra la vetta ed il falso Oserot è molto scoscesa su entrambi i versanti. Il versante nord è dominato dalla cresta secondaria, che divide due valloncelli che scendono l'uno verso il colle Oserot e poi verso la comba Emanuel, l'altro direttamente verso la comba Emanuel.
Dal punto di vista geologico, la montagna appartiene al complesso brianzonese; la porzione sommitale è composta da calcari dolomitici e dolomie del Triassico, con una fascia di carniole del Trias che emergono a sud del falso Oserot; tra la vetta ed il passo di Terra Rossa affiora una formazione di porfiriti ed epidotiti del Carbonifero-Permiano.
La situazione toponomastica e cartografica richiede una certa attenzione. Le carte più antiche indicano come Monte Oserot il falso Oserot, mentre non indicano il vero Oserot. Tale è ad esempio la cartografia IGM 1:25.000, che peraltro indica una quota di 2860 m circa 100 metri a nord della vetta del falso Oserot. La carta dei sentieri - valle Maira della Comunità montana Valle Maira indica come Monte Oserot entrambe le vette. La carta IGC 1:25.000 n.112 indica invece come monte Oserot la quota 2861, e non dà alcun nome al falso Oserot, indicato peraltro con una quota di 2773 m.

## Accesso alla vetta
La via normale si sviluppa sul versante SE. Poco sotto il colle Oserot si distacca verso ovest una traccia di sentiero, indicata con tacche rosse sbiadite, che conduce i piedi di un canalone a SE della montagna, che risale verso la cresta NE, per la quale si giunge alla vetta. L'attacco può essere raggiunto da Bersezio, per il passo di Terra Rossa (sentieri P37 e P36 GTA), da Servagno (sentieri P35-P36 GTA), o dalla valle Maira, attraverso il colle Oserot (sentieri S11 o S27) oppure attraverso il passo di Rocca Brancia, col sentiero P35 GTA. In quest'ultimo caso è possibile appoggiarsi al rifugio della Gardetta, sull'omonimo altopiano. Arrivando invece dal passo di Terra Rossa si può usufruire di un sentiero che dal passo conduce direttamente al colle Oserot mantenendosi in quota sul pendio nord-orientale della cresta secondaria.
La montagna è accessibile anche in inverno, con avvicinamento scialpinistico e salita dei canaloni terminali con ramponi e piccozza. È possibile anche un avvicinamento diretto da Bersezio per la gorgia della Madonna, vallone che risale diretto verso la vetta in direzione NE. Giunti ad un pianoro a quota 2500 m circa, alla base di un ampio circo racchiuso dalle creste secondarie SE e della quota 2814, si risale dapprima per pendio, poi per canale fino alla cresta, e da qui alla vetta.

### Cartografia
- Cartografia ufficiale italiana dell'Istituto Geografico Militare (IGM) in scala 1:25.000 e 1:100.000, consultabile on line
- Sistema Informativo Territoriale della provincia di Cuneo, su base cartografica 1:10.000
- Istituto Geografico Centrale - Carta dei sentieri 1:50.000 n.7 Valli Maira, Grana e Stura e 1:25.000 n.112 Valle Stura - Vinadio - Argentera
- Provincia di Cuneo - Comunità montana Valle Maira: Carta dei sentieri scala 1:25.000 Valle Maira